# 코만도르스키예 제도

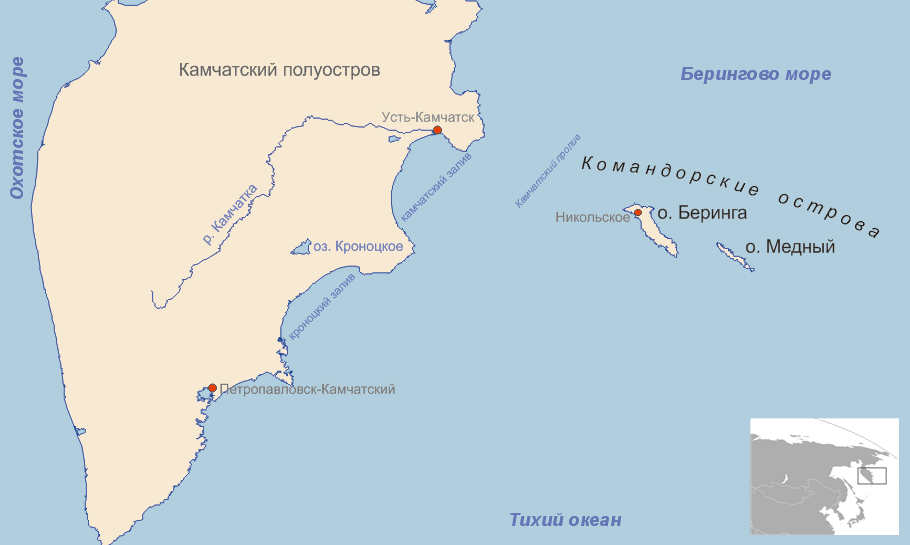

코만도르스키예 제도(러시아어: Командорские острова, 영어: Commander Islands)는 러시아 캄차카반도의 동쪽에 위치한 제도이다. 알류샨 열도에 속해 있으며, 행정 구역상으로는 알레우스키군에 속해 있다.

## 세부사항
베링섬, 메드니섬 및 두 개의 작은 섬[토포르코프섬(Топорков)과 아리카멘섬(Арий Камень)]으로 구성되어 있다. 주민은 러시아인과 알류트족으로, 가장 큰 도시는 베링섬에 있는 니콜스코예(Nikolskoye)이다. 알류트족은 알류샨 열도에서 19세기 처음에 왔다. 베링섬의 알류트족 대부분은 애트카섬에서, 메드니섬의 알류트족은 애투섬에서 왔다. 현재 주민의 3분의 2는 러시아인, 나머지는 알류트족이다.

## 기타
1943년, 이 제도에서 남쪽으로 약 160km 지점에서 일본 제국해군과 미군 간에 코만도르스키예 제도 해전이 발생했다.